# Saint-Martin-d'Audouville
Saint-Martin-d'Audouville är en kommun i departementet Manche i regionen Normandie i norra Frankrike. Kommunen ligger i kantonen Montebourg som tillhör arrondissementet Cherbourg. År 2022 hade Saint-Martin-d'Audouville 153 invånare.

## Befolkningsutveckling
Antalet invånare i kommunen Saint-Martin-d'Audouville
| Referens: INSEE |